# ضريح بابا قدرت
ضريح بابا قدرت (بالفارسية: آرامگاه بابا قدرت) هو ضريح تاريخي يعود إلى السلالة الصفوية، ويقع في مقاطعة إسفراين.